# Brigitta Seidler-Winkler
Brigitta Seidler-Winkler (* 8. April 1936 in Berlin; † 17. Mai 2021 in Kaiserslautern) war eine deutsche Opern- und Konzertsängerin (jugendlich-dramatischer Sopran) und Gesangspädagogin.
Neben dem gängigen Opern- und Konzertrepertoire widmete sie sich besonders der Uraufführung Neuer Musik, die teils für sie komponiert wurde. Ab ca. 1982 erteilte sie Gesangsunterricht und gab 2004 ihr Buch Im Atemholen sind zweierlei Gnaden heraus.

## Leben und Schaffen
Brigitta Seidler-Winkler wurde als Tochter des Dirigenten Bruno Seidler-Winkler und seiner Frau, der Sängerin Wera Seidler-Winkler, geb. Petrusch in Berlin geboren.
Nach der Schulzeit, die durch die Wirren der Nachkriegszeit überschattet war, studierte sie zunächst Maschinenbau und Architektur, bemühte sich jedoch parallel und zunächst ohne Kenntnis ihres Vaters um ein Gesangsstipendium und die Aufnahme an der Hochschule für Musik Berlin. Mit bestandener Aufnahmeprüfung stellten sich die befürchteten Einwände seitens des Elternhauses als gegenstandslos dar, erhielt sie doch nun im Gegenteil die volle Zustimmung für den von ihr selbst gewählten Weg.
Von 1960 bis 1965 studierte sie zehn Semester Gesang und Schauspiel in der Opernschule der Hochschule für Musik und Darstellende Kunst Berlin (heute: Universität der Künste Berlin) mit Stipendium, u. a. bei Irma Beilke, Richard Sengeleitner, Margarete Bärwinkel, Herbert Brauer und Boris Blacher. Bereits während ihrer Studienjahre sang sie in Aufführungen an der Akademie der Künste und bei Aufnahmen des Radio-Symphonie-Orchesters und dem SFB Werke ‚Neuer Musik‘, u. a. von Anton Webern, Paul Hindemith, Boris Blacher, Rudolf Kelterborn, Bengt Hambraeus und Ernst Krenek.
Mit sieben studierten Partien und einem umfangreichen Konzert- und Kammermusikrepertoire legte sie 1965 schließlich ihre künstlerische Reifeprüfung ab.
Beim II. Concurso Internacional de Canto in Rio de Janeiro im Jahre 1965 belegte sie den vierten Platz und erhielt eine silberne Medaille für ihren Gesang in der Kategorie Kammermusik.
Am 17. März 1966 sang sie in Direktübertragung aus dem Sendesaal des Funkhauses Hannover die Fünf Lieder op. 105 von Johannes Brahms (nach Texten von Georg Friedrich Daumer) und vier Lieder op. 2 von Alban Berg in Begleitung von Gabriele Wehmeyer am Klavier.

### Opernhäuser und -rollen
Von 1966 bis 1968 war sie im festen Engagement am Pfalztheater in Kaiserslautern.
Zentrale Partien waren hier z. B. die Titelrolle in Leoš Janáčeks Oper Jenůfa, des Weiteren die Gräfin in der Hochzeit des Figaro von W.A.Mozart, Martha in der Oper Tiefland von Eugen d’Albert, Charlotte im Werther von Jules Massenet und Die Frau in Der arme Matrose von Darius Milhaud.
Ende März 1969 zog sie für ein Festengagement nach Bielefeld, wo sie bis 1973 am Stadttheater Bielefeld einschlägige Sopran-Partien des ersten Fachs sang.
In dieser Zeit verkörperte sie die Tosca in Giacomo Puccinis gleichnamiger Oper, die Bess in Gershwins Porgy and Bess, Elisabeth in Don Carlos und die Lady Macbeth in Macbeth (beide Giuseppe Verdi).
Des Weiteren war sie als Sieglinde in Die Walküre und als Elisabeth und Venus im Tannhäuser (beide Richard Wagner) zu hören. Zu ihren Paraderollen gehörten die Marschallin im Rosenkavalier und die Ariadne in der gleichnamigen Oper von Richard Strauss.
Auch in Claudio Monteverdis Oper Die Krönung der Poppea glänzte sie in der Titelrolle der Poppea.
Als Spezialistin für 'Neue Musik' übernahm sie unter anderem drei der Sopran-Partien in ‚Der Prozess‘ von Gottfried von Einem, die Katarina in ‚Auferstehung‘ von Ján Cikker, und die Marie in Alban Bergs ,Wozzeck‘.
Gastspielverträge führten sie in den Jahren 1973 bis 1975 an die Opernhäuser in Essen, Aachen, Krefeld, Hannover, Nürnberg, Braunschweig und Düsseldorf, wo sie u. a. mit ihren Paraderollen Ariadne, Marschallin und Marie auf der Bühne stand, und ihr Opernrepertoire mit der Partie der Mutter in 'Hänsel und Gretel' von Engelbert Humperdinck und der Santuzza in 'Cavalleria rusticana' von Pietro Mascagni bereicherte.
Ab 1976 verlagerte sich Brigitta Seidler-Winklers Wirkungsschwerpunkt von der Oper auf den Konzertgesang.

### Konzerttätigkeit
Ab Mitte der 1970er Jahre beschäftigte sich Brigitta Seidler-Winkler zunehmend mit 'Neuer Musik'. So wirkte sie ab 1971 in Brüssel bei Konzerten, Livesendungen und Aufnahmen im RTBF künstlerisch mit und kam so auch in Kontakt mit dort lebenden und schaffenden Komponisten und Musikern.
So sang sie z. B. am 19. Juni 1971 die Sopranpartie in der europäischen Erstaufführung von Leonard Bernsteins 3. Symphonie Kaddish beim Festival van Vlaanderen in der Basilika von Tongeren.
Ebenso sang sie die ‚Rhapsodie für Mezzosopran und Kammerorchester‘ von Raymond Chevreuille in Utrecht am 23. April 1971.
Am 16. März 1973 übernahm sie das Sopransolo in Mahlers 2. Symphonie unter der Leitung von Bernhard Conz (Bielefeld). Unter der Leitung von Lennart Hedwall gab sie im selben Jahr in Schweden (Örebro) die Wesendonck-Lieder von Richard Wagner.
1975 sang sie in Brüssel anlässlich einer TV-Aufnahme des RTBF Orchesterlieder von Johannes Brahms, Max Reger und Hugo Wolf unter der Leitung von Jo Alfidi. Ebenfalls im RTBF erfolgte eine Sendung der Orchesterlieder op. 13 von Alexander Zemlinsky.
Auch der schwedische Rundfunk strahlte 1975 ein Konzert von ihr mit Liedern u. a. von Johannes Brahms, Hugo Wolf und Antonin Dvorak aus.
Weitere herausragende Aufführungen:
- 1977 Reconnaissances des Musiques Modernes (RTBF): Dodécagone von Léo Kupper
- 1979 Uraufführung von 'Thréni' / 'Soldat Jean' von Frederik Van Rossum
- 1981 Erwartung von Arnold Schönberg mit dem Orchestre Philharmonique Royal de Liège
- 3. März 1984 Recital aus dem Rathaus in Brüssel mit Gabriele Weiß-Wehmeyer am Klavier: Lieder von Hugo Wolf, Alexander Zemlinsky und Johannes Brahms
- 8. Juni 1985 aus dem Sendesaal des Rundfunks RTBF mit Gabriele Weiß-Wehmeyer am Klavier: Lieder von Jacqueline Fontyn, Alban Berg, Richard Strauss und Max Reger

### Pädagogik und Fachbuch
1982 verlegte sie ihren Wohnsitz ins nordpfälzische Immesheim in Rheinland-Pfalz und begann zu unterrichten, u. a. privat, aber auch an den Musikschulen Bad Dürkheim (1983–2001), Kirchheimbolanden und Speyer. 1987 gründete sie aus Mitgliedern ihrer Schülerschaft das Sängerensemble „Immesheimer Vocalisten“ [sic] und übernahm hier die künstlerische und gesangstechnische Betreuung. Dieses acht- bis zehnköpfige Ensemble errang durch zahlreiche Konzerte und halbszenische Darstellungen bald überregionale Beachtung, darunter mit unterhaltsamen „Repas spectacles“, einer Gestaltungsform aus einer Kombination von Musik, Tanz, Gesang, Rezitation und kulinarischer Bewirtung der Gäste.
Zu den szenischen Aufführungen mit dieser Gruppe gehörten 1990 die Motette Totentanz op. 12 von Hugo Distler, 1996 die Oper Rappresentatione di Anima, et di Corpo von Emilio de’ Cavalieri sowie ein szenisches Crossover unter dem Titel Ein Mariendasein und Tönendes Licht mit Bearbeitungen der Musik von Hildegard von Bingen.
Im Sommer 1997 kam es zu Aufsehen erregenden Aufführungen in einem in einem neu errichteten, noch nicht befüllten Klinkersilo des regionalen Zementwerkes Dyckerhoff.
Als anerkannte Gesangspädagogin (Ministerium für Bildung, Wissenschaft und Weiterbildung Mainz mit Schwerpunkt auf Berufsvorbereitung) unterrichtete sie späterhin an der American Performing Arts Compagnie und der Musicalschool in Frankfurt am Main. Nach mehrfachen Begegnungen und Workshops mit Cornelius L. Reid (1996) setzte sie sich zunächst insbesondere mit dem funktionalen Stimmtraining auseinander.
1998 lernte sie durch Romeo Alavi Kia die sogen. Atemtypenlehre (nach Erich Wilk) kennen und machte kurz darauf die Bekanntschaft mit den Ärzten Charlotte Hagena und Christian Hagena.
Ab 1999 entwickelte sie eigene und neue Ansätze für den Gesangsunterricht, die aus dieser fruchtbaren Begegnung und ihrem unermüdlichen Forschergeist resultierten. Die beiden Mediziner motivierten sie nicht nur, ihre bisherigen Unterrichtserfahrungen niederzuschreiben, sondern vor allem die Übertragung der terlusollogischen Prinzipien auf die Stimme zu thematisieren.
Daraus resultierte 2004 das Buch Im Atemholen sind zweierlei Gnaden, ein höchst differenziertes Lehrbuch zu sämtlichen Themengebieten des Gesangs und der Atemtypen. 2011 betitelte Seidler-Winkler ihre Gesangslehre schließlich selbst als ‚Neue Immesheimer Schule‘. In ihrem Unterricht flossen ihr umfangreiches stimmphysiologisches und -funktionales Wissen mit den Erkenntnissen über die Atemtypenlehre nach Wilk und Hagena zusammen. Der Kreis ihrer Schüler wuchs über die Jahre stetig an und reichte zuletzt bis in die Nachbarländer hinein.
Trotz der Beschwerlichkeiten durch Alter und eines sich fortwährend verschlechternden Gesundheitszustands unterrichtete sie buchstäblich bis zu ihrem letzten Lebenstag.
Brigitta Seidler-Winkler verstarb 85-jährig im Mai 2021.

### Wettbewerbe und Auszeichnungen (Auswahl)
- II. Concurso Internacional de Canto, Rio de Janeiro, 1965;[3][4] vierter Platz und eine silberne Auszeichnung für Kammermusik[3]
- Deutscher Gesangswettbewerb in Berlin, 1968; Barbara Kemp-Preis für zeitgenössische Musik, verliehen vom VDMK (heute: Deutscher Tonkünstlerverband)

## Werke
- Im Atemholen sind zweierlei Gnaden. Pfau, Saarbrücken 2004, ISBN 3-89727-231-8. Neuausgabe: Pfau, Saarbrücken 2010, ISBN  978-3-89727-437-2.